# Spaans (schaakopening)
De Spaanse opening of Spaanse partij, kortweg het Spaans, is de schaakopening die begint met de zetten 1.e4 e5 2.Pf3 Pc6 3.Lb5 (zie diagram). Deze opening, een van de open spelen, behoort zowel tot de oudste als tot de meestgespeelde openingen. De Spanjaard Ruy López schreef in de 16e eeuw een boek waarin hij deze opening propageerde; vandaar dat de opening later naar zijn geboorteland werd genoemd. Grootmeesters als Paul Keres, Aleksandr Aljechin en Bobby Fischer hebben het Spaans tot grote bloei gebracht waardoor de Italiaanse partij van zijn vooraanstaande plaats verdrongen werd. Door Vladimir Kramnik is de Berlijnse verdediging van Emanuel Lasker opnieuw populair gemaakt.
De hoofdvariant gaat verder met: 3...a6 4.La4 Pf6 5.0-0 waarna twee grote varianten ontstaan:
- open Spaans na 5...Pe4; en
- gesloten Spaans na 5...Le7.

## Open Spaans
Spaans gambiet1.e4 e5 2.Pf3 Pc6 3.Lb5 a6 4.La4 Pf6 5.0-0 Pe4
Tarraschverdediging1.e4 e5 2.Pf3 Pc6 3.Lb5 a6 4.La4 Pf6 5.0-0 Pe4
Tartakower1.e4 e5 2.Pf3 Pc6 3.Lb5 a6 4.La4 Pf6 5.0-0 Pe4 6.De2:
Rigavariant1.e4 e5 2.Pf3 Pc6 3.Lb5 a6 4.La4 Pf6 5.0-0 Pe4 6.d4 ed
Bernstein1.e4 e5 2.Pf3 Pc6 3.Lb5 a6 4.La4 Pf6 5.0-0 Pe4 6.d4 b5 7.Lb3 d5 8.de Le6 9.Pbd2
Berlijnse variant1.e4 e5 2.Pf3 Pc6 3.Lb5 a6 4.La4 Pf6 5.0-0 Pe4 6.d4 b5 7.Lb3 d5 8.de Le6 9.c3 Pc5:
Klassiek1.e4 e5 2.Pf3 Pc6 3.Lb5 a6 4.La4 Pf6 5.0-0 Pe4 6.d4 b5 7.Lb3 d5 8.de Le6 9.c3 Le7

## Gesloten Spaans
Worell1.e4 e5 2.Pf3 Pc6 3.Lb5 a6 4.La4 Pf6 5.0-0 Le7 6.De2
Steenwijkervariant1.e4 e5 2.Pf3 Pc6 3.Lb5 a6 4.La4 Pf6 5.0-0 Le7 6.Lc6
Trajkovic1.e4 e5 2.Pf3 Pc6 3.Lb5 a6 4.La4 Pf6 5.0-0 Le7 6.Te1 b5 7.Lb3 Lb7
anti-Marshall1.e4 e5 2.Pf3 Pc6 3.Lb5 a6 4.La4 Pf6 5.0-0 Le7 6.Te1 b5 7.Lb3 0-0 8.a4
Marshallgambiet1.e4 e5 2.Pf3 Pc6 3.Lb5 a6 4.La4 Pf6 5.0-0 Le7 6.Te1 b5 7.Lb3 0-0 8.c3 d5
Bogolubov1.e4 e5 2.Pf3 Pc6 3.Lb5 a6 4.La4 Pf6 5.0-0 Le7 6.Te1 b5 7.Lb3 0-0 8.c3 d6 9.d4-Lg4
Keres1.e4 e5 2.Pc3 Pc6 3.Lb5 a6 4.La4 Pf6 5.0-0 Le7 6.Te1b5 7.Lb3 0-0 8.c3 d6 9.h3 a5
Zaitsev1.e4 e5 2.Pf3 Pc6 3.Lb5 a6 4.La4 Pf6 5.0-0 Le7 6.Te1 b5 7.Lb3 0-0 8.c3 d6 9.h3 Lb7
Smyslov1.e4 e5 2.Pf3 Pc6 3.Lb5 a6 4.La4 Pf6 5.0-0 Le7 6.Te1 b5 7.Lb3 0-0 8.c3 d6 9.h3 h6
Breyer1.e4 e5 2.Pf3 Pc6 3.Lb5 a6 4.La4 Pf6 5.0-0 Le7 6.Te1 b5 7.Lb3 0-0 8.c3 d6 9.h3 Pb8
Tschigorin1.e4 e5 2.Pf3 Pc6 3.Lb5 a6 4.La4 Pf6 5.0-0 Le7 6.Te1 b5 7.Lb3 0-0 8.c3 d6 9.h3 Pa5 10.Lc2 c5 11.d4 Dc7

## Overige varianten binnen het Spaans
Spaans1.e4 e5 2.Pf3 Pc6 3.Lb5 (diagram)
Polluckverdediging1.e4 e5 2.Pf3 Pc6 3.Lb5 Pa5
Brentanoverdediging1.e4 e5 2.Pf3 Pc6 3.Lb5 g5
Fianchetto1.e4 e5 2.Pf3 Pc6 3.Lb5 g6
Cozioverdediging1.e4 e5 2.Pf3 Pc6 3.Lb5 Pge7
Birdverdediging1.e4 e5 2.Pf3 Pc6 3.Lb5 Pd4
Jänischgambiet of Schliemanngambiet1.e4 e5 2.Pf3 Pc6 3.Lb5 f5
Klassiek1.e4 e5 2.Pf3 Pc6 3.Lb5 Lc5
Vleugelgambiet1.e4 e5 2.Pf3 Pc6 3.Lb5 Lc5 4.b4
Cordelgambiet1.e4 e5 2.Pf3 Pc6 3.Lb5 Lc5 4.c3 f5
Berlijnse verdediging1.e4 e5 2.Pf3 Pc6 3.Lb5 Pf6
Riogambiet1.e4 e5 2.Pf3 Pc6 3.Lb5 Pf6 4.0-0 Pe4
Steinitzverdediging1.e4 e5 2. Pf3 Pc6 3. Lb5 d6
Ruilvariant1.e4 e5 2.Pf3 Pc6 3.Lb5 a6 4.Lxc6
Alapingambiet1.e4 e5 2.Pf3 Pc6 3.Lb5 a6 4.Lc6 dc 5.0-0 Lg4 6.h3 h5
Uitgestelde Steinitzverdediging1.e4 e5 2 Pf3 Pc6 3. Lb5 a6 4. La4 d6
Steinitzaanval1.e4 e5 2.Pf3 Pc6 3.Lb5 a6 4.La4 d6 5.c3
Siestavariant1.e4 e5 2.Pf3 Pc6 3.Lb5 a6 4.La4 d6 5.c3 f5
Rubinstein1.e4 e5 2.Pf3 Pc6 3.Lb5 a6 4.La4 d6 5.c3 Ld7 6.d4 Pge7
Keres1.e4 e5 2.Pf3 Pc6 3.Lb5 a6 4.La4 d6 5.c4
Gambietvariant1.e4 e5 2.Pf3 Pc6 3.Lb5 a6 4.La4 b5 5.Lb3 Pa5 6.Lf7
Spaans middengambiet1.e4 e5 2.Pf3 Pc6 3.Lb5 a6 4.La4 Pf6 5.d4